# B-galaktozid a-2,3-sijaliltransferaza
B-galaktozid a-2,3-sijaliltransferaza (EC 2.4.99.4, CMP-N-acetilneuraminat:beta-D-galaktozid alfa-2,3-N-acetilneuraminil-transferaza) je enzim sa sistematskim imenom CMP-N-acetilneuraminat:beta--galaktozid alfa-(2->3)-N-acetilneuraminil-transferaza. Ovaj enzim katalizuje sledeću hemijsku reakciju
CMP--acetilneuraminat + beta-D-galaktozil-(1->3)--acetil-alfa--galaktozaminil-R {\displaystyle \rightleftharpoons } CMP + alfa-N-acetilneuraminil-(2->3)-beta-D-galaktozil-(1->3)--acetil-alfa--galaktozaminil-R
Akceptor je Galbeta1,3GalNAc-R, gde je R: H, treoninski ili serinski ostatak glikoproteina, ili glikolipida. Laktoza takođe može da deluje kao akceptor.

## Literatura
- Nicholas C. Price; Lewis Stevens (1999). Fundamentals of Enzymology: The Cell and Molecular Biology of Catalytic Proteins (Third изд.). USA: Oxford University Press. ISBN 019850229X.
- Eric J. Toone (2006). Advances in Enzymology and Related Areas of Molecular Biology, Protein Evolution (Volume 75 изд.). Wiley-Interscience. ISBN 0471205036.
- Branden C; Tooze J. Introduction to Protein Structure. New York, NY: Garland Publishing. ISBN 0-8153-2305-0.
- Irwin H. Segel. Enzyme Kinetics: Behavior and Analysis of Rapid Equilibrium and Steady-State Enzyme Systems (Book 44 изд.). Wiley Classics Library. ISBN 0471303097.

## Spoljašnje veze
- Beta-galactoside+alpha-2,3-sialyltransferase на 